# 布鲁克贝格 (兰茨胡特县)
布鲁克贝格是德国巴伐利亚州兰茨胡特县的一个市镇。总面积51.12平方公里，总人口5030人，其中男性2501人，女性2529人（2011年12月31日），人口密度98人/平方公里。